# Ruda Maleniecka
Ruda Maleniecka è un comune rurale polacco del distretto di Końskie, nel voivodato della Santacroce.
Ricopre una superficie di 110,03 km² e nel 2004 contava 3 390 abitanti.